# NGC 5523
NGC 5523 este o galaxie spirală situată în constelația Boarul. A fost descoperită în 19 mai 1784 de către William Herschel. Se află la o distanță de 21,09 de megaparseci de Pământ.